# Smart TV Stick
Smart TV Stick（スマート ティーヴィー スティック）は、船井電機（フナイ）によって日本国内向けに開発された、auブランドを展開するKDDIおよび沖縄セルラー電話のAndroid搭載TV接続用小型セットトップボックスである。製造型番はKTFE1（ケーティーエフイー イチ）。

## 概要
フナイが製造する初めてのAndroid端末。

Wifi接続環境下で、HDMI端子のあるTVにつなげて使用する。

## 歴史
- 2013年2月19日 - KDDI、およびフナイより公式発表。
- 2013年2月23日 - 全国にて一斉発売。